# ウィリアム・ボディフォード
ウィリアム・ボディフォード（英語: William M.Bodiford、1955年 12月3日- ）は、アメリカ合衆国の仏教学者。カリフォルニア大学ロサンゼルス校(UCLA)教授。日本・中国仏教を研究。

## 来歴
イェール大学仏教学卒業、筑波大学大学院修士課程（体育科学研究科）修了。駒澤大学大学院博士課程で曹洞宗を専攻。
イェール大学で仏教学博士号（Ph.D）取得。スタンリー・ワインスタイン教授に学ぶ。
カリフォルニア大学ロサンゼルス校へ赴任するまで、デイビッドソン大学とアイオワ大学、明治学院大学で教鞭をとる。
カリフォルニア大学ロサンゼルス校(UCLA)仏教学教授に就任。シンポジウムなどで日本に度々訪れる。

## 著書
- 「Sōtō Zen in Medieval Japan」University of Hawaii Press、1993、2008
- 「Going Forth: Visions of Buddhist Vinaya」University of Hawaii Press、2005
- 「Encyclopedia of Buddhism」Bodiford, William (associate editor)、editor:Buswell, Robert E. Jr.(Macmillan、2003)

「国立国会図書館サーチ」を参照

### 論文
- 「Dharma Transmission in Soto Zen. Manzan Dohaku's Reform Movement.」 Monumenta Nipponica, Vol.46, No.4 (Winter, 1991), pp 423-451
- 「Zen in the Art of Funerals: Ritual Salvation in Japanese Buddhism.」 'History of Religions' 32, no. 2 (1992): 150
- 「Zen and the Art of Religious Prejudice. Efforts to Reform a Tradition of Social Discrimination」Japanese Journal of Religious Studies(1996)
- 「Dharma Transmission in Theory and Practice.」Zen Ritual: Studies of Zen Buddhist Theory in Practice（Oxford University Press、2008）

「 CiNii>Stanley Weinstein」を参照